# Express (Québec)
Les Express sont les parcours à moyen débit par autobus du Réseau de transport de la Capitale, à Québec, en fonction aux heures de pointe. Ces parcours sont spécialement faits pour la population qui travaille ou étudie au centre-ville et qui habitent majoritairement les quartiers périphériques.